# Olinalá
Olinalá é uma localidade do estado de Guerrero, no México.

## Demografia
O censo populacional de 2000 estimou uma população de 22,645 habitantes, sendo 13,200 mulheres e 12,283 homens.